# تشلي السفلي (استر أباد)
تشلي السفلی (بالفارسية: چلی سفلی) هي قرية تقع في إيران في قسم استر أباد الریفي.